# キリク
キリク（Kiriku 1974年1月10日 - ）は、東京都台東区出身の現代美術家、アーティスト、デザイナー、ジュエリーアクセサリーブランドKiriku主宰。

## 人物
現代アーティスト、ディレクター、オーガナイザー
デザイン事務所勤務後フリーランスで活動、NYCに留学しタイポグラフィを学びアメリカ東海岸を旅する。
ギリシャ、クロアチア、中国、ジャマイカなど23ヶ国をバックパッカーで旅し、国内外で展示会に出展。アーティスト、モデル、ファッションデザイナー、DJ、VJ、ミュージシャン達とファッションショー形式アートショー『Birth』主宰。 ファッションでもセレクトショップ"Emigre"にてファッションビルに出店、"Emigre collection"として様々な若手アーティストをディレクション。ジュエリーブランドKiriku、Emigre主宰。株式会社エミグレ代表

## 主な展覧会
個展
- 2010 『華髑髏』新宿高島屋HPH
- 2010 『華髑髏』バーアムリタ(西麻布)
- 2009 『多重有余涅槃』ギャラリー空(上野)
- 2008 『生殖』ギャラリー空(上野)
- 2008 『生殖』cafeオフィス(青山)
- 2008 『Life & Death』ファイアーキングカフェ(代々木上原)
- 2007 『キリク』ギャラリー空(上野)
- 2005 『ハート』ラスチカス(青山)

アートフェア・グループ展
- 2013  Young Art Taipei  Emigre collection(台北・台湾)
- 2012  エマージング ディレクターズ アートフェア『ULTRA 005』(青山・日本)
- 2011  エマージング ディレクターズ アートフェア『ULTRA 004』(青山・日本)
- 2011  220Gallery『ULTRA 004』(NY・アメリカ)
- 2010  エマージング ディレクターズ アートフェア『ULTRA 003』(青山・日本)
- 2011  220Gallery『ULTRA 004』(NY・アメリカ)
- 2009  エマージング ディレクターズ アートフェア『ULTRA 002』(青山・日本)
- 2008 上海アートフェア2008（中国 上海）
- 2007 上海アートフェア2007（中国 上海）
- 2007 フランス カンヌ国際展覧会『M.C.A』（フランス　カンヌ）
- 2007 『 Open Art Contest 』NY COO Gallery ( NY・アメリカ)
- 2007  NY hpgrp Gallery ( NY・アメリカ)
- 2007  表参道ヒルズ SIGG&MOGRA （表参道）
- 2006  Artistes Contemporains(スイス ジュネーブ）

オーガナイズ・イベント
- 2013 アート蚤の市2（六本木ヒルズテレビ朝日umu）
- 2013 アート蚤の市（六本木ヒルズテレビ朝日umu）
- 2009 アートショーBirth2（表参道ヒルズ スペースO）
- 2008  アートショーBirth（六本木スーパーデラックス）

ディレクション
- 2013  Young Art Taipei  Emigre collection(台北・台湾)
- 2012  NEW CITY ART FAIR 台北 Emigre collection(台北・台湾)
- 2012  青参道アートフェア『Queen Projects by LUIUL内Emigre』(青山・日本)
- 2012  エマージング ディレクターズ アートフェア『ULTRA 005』(青山・日本)
- 2011  エマージング ディレクターズ アートフェア『ULTRA 004』(青山・日本)
- 2011  220Gallery『ULTRA 004』(NY・アメリカ)
- 2010  エマージング ディレクターズ アートフェア『ULTRA 003』(青山・日本)
- 2011  220Gallery『ULTRA 004』(NY・アメリカ)
- 2009  エマージング ディレクターズ アートフェア『ULTRA 002』(青山・日本)
- 2008 上海アートフェア2008（中国 上海）

## 活動
アートショーBirthオーガナイズ